# Clytus pervetustus
Clytus pervetustus là một loài bọ cánh cứng trong họ Cerambycidae.